# Gonçalo Esteves
Gonçalo do Lago Pontes Esteves (Aboim das Chouças, 27 de fevereiro de 2004) é um futebolista profissional português que atua como lateral-direito. Atualmente joga no AZ Alkmaar, emprestado pelo Sporting.

## Carreira
Natural de Aboim das Choças, Arcos de Valdevez, Esteves começou a carreira no ADC Aboim/Sabadim, antes de integrar a formação do Porto. Em 2019–20 foi emprestado ao Padroense.
Esteves assinou pelo Sporting em julho de 2021. Adaptou-se bem ao novo clube e, em menos de uma semana, impressionou o treinador Rúben Amorim, passando a integrar o treino da equipa principal.
Após uma série de boas exibições na equipa B dos Leões, Esteves foi incluído na lista "Next Generation" de 2021 do The Guardian. A 1 de outubro, marcou o seu primeiro golo pelo Sporting B, numa vitória por 2–0 sobre o Cova da Piedade. Duas semanas depois, estreou-se pela equipa principal, na 3ª eliminatória da Taça de Portugal, sendo titular numa vitória por 4–0 em casa do Belenenses. A 18 de dezembro, estreou-se na Primeira Liga, novamente como titular, numa vitória por 3–0 em casa do Gil Vicente; assumindo a lateral-direita nas ausências de Pedro Porro e Ricardo Esgaio devido a lesão e COVID-19, respetivamente.
A 30 de junho de 2022, Esteves foi emprestado ao Estoril Praia, da Primeira Liga, até ao fim da temporada. No seu segundo jogo, a 14 de agosto, foi expulso aos 60 minutos de uma derrota por 1–0 em casa do Vitória de Guimarães. A 29 de novembro, o Sporting cancelou o empréstimo do jovem ao Estoril, após este somar apenas 3 jogos no campeonato pelos Estorilistas.

## Carreira Internacional
Esteves representou Portugal a nível Sub-16, Sub-18 e Sub-19.

## Vida Pessoal
O irmão mais velho de Gonçalo, Tomás Esteves, é também futebolista e atua também como defesa-direito.

## Estatísticas de Carreira

### Clube
- Atualizado até 5 de fevereiro de 2022[16]

| Clube             | Temporada         | Campeonato        | Campeonato | Campeonato | Taça  | Taça  | Taça da Liga | Taça da Liga | Competições Europeias | Competições Europeias | Outro | Outro | Total | Total |
| Clube             | Temporada         | Divisão           | Jogos      | Golos      | Jogos | Golos | Jogos        | Golos        | Jogos                 | Golos                 | Jogos | Golos | Jogos | Golos |
| ----------------- | ----------------- | ----------------- | ---------- | ---------- | ----- | ----- | ------------ | ------------ | --------------------- | --------------------- | ----- | ----- | ----- | ----- |
| Sporting B        | 2021–22           | Liga 3            | 6          | 1          | –     | –     | –            | –            | –                     | –                     | 0     | 0     | 6     | 1     |
| Sporting          | 2021–22           | Primeira Liga     | 3          | 0          | 3     | 0     | 2            | 0            | 1                     | 0                     | 0     | 0     | 9     | 0     |
| Total de Carreira | Total de Carreira | Total de Carreira | 9          | 1          | 3     | 0     | 2            | 0            | 1                     | 0                     | 0     | 0     | 15    | 1     |

1. ↑  Jogo na Liga dos Campeões